# Alien Ant Farm
Alien Ant Farm – zespół muzyczny grający rock alternatywny. Został założony w 1995 roku w Riverside w Kalifornii. Pierwszy koncert miał miejsce 15 czerwca 1996 roku.

## Historia zespołu

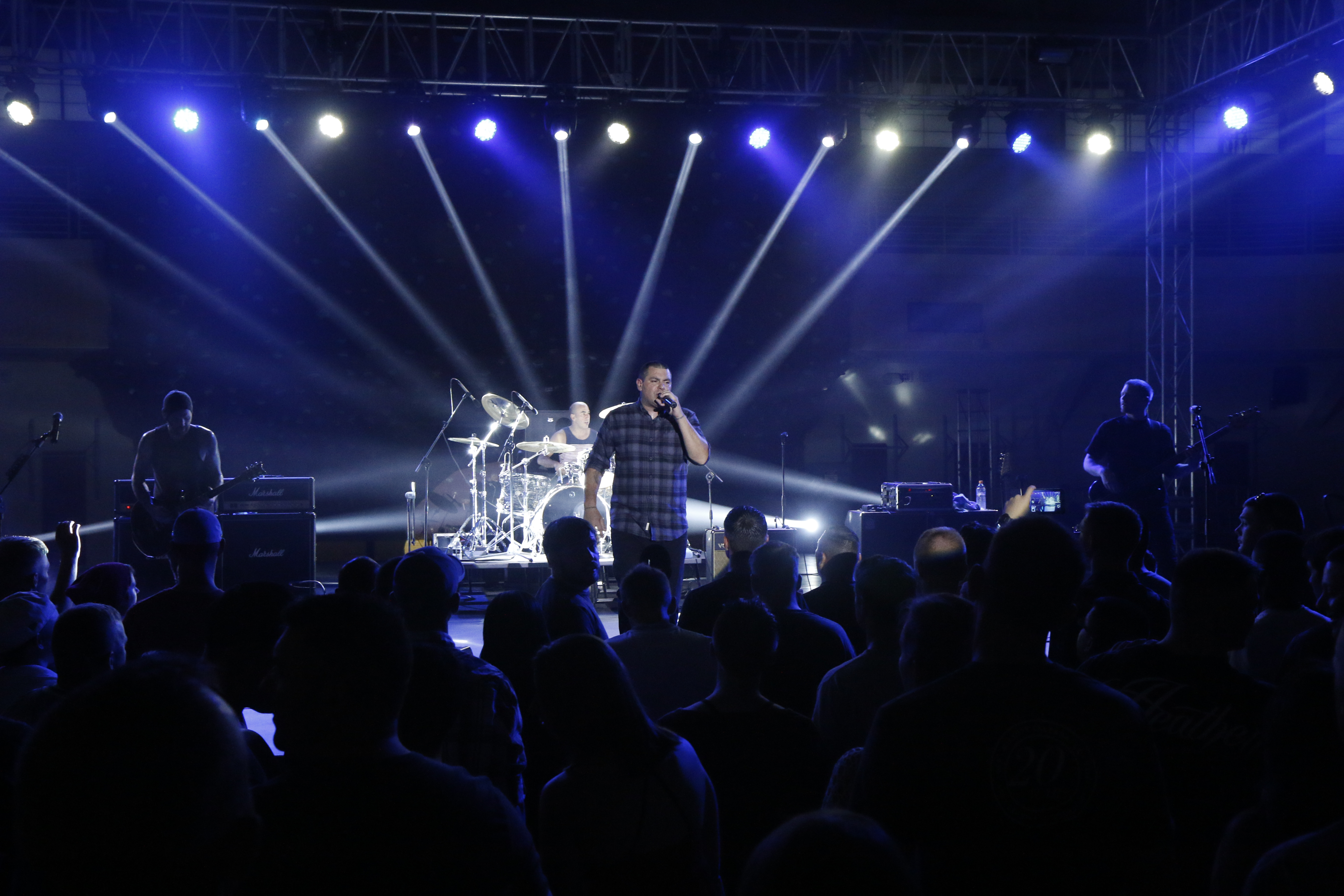
Koncert Alien Ant Farm w 2015 roku dla żołnierzy U.S. Army Garrison Humphreys w Korei Południowej

Formacja Alien Ant Farm została utworzona w 1995 roku w Kalifornii przez następujących członków: Dryden Mitchell, Mike Cosgrove, Terry Corso i Tye Zamora. Na początku kapela nagrała wiele niezależnych albumów (między innymi Greatest Hits w roku 1999).
W roku 2001 za sprawą cover’u utworu Michaela Jacksona „Smooth Criminal” odnieśli swój pierwszy poważny sukces. Album, na którym znajdował się ów cover, nosił nazwę ANThology. Krążek ten został odznaczony jako jeden z najlepiej sprzedających się albumów w USA w 2001 roku oraz otrzymał tytuł platynowej płyty. Po wydaniu ANthology grupa nagrała utwór do filmu American Pie 2 pod tytułem „Good (For A Woman)”, a do filmu Spider-Man – „Bug Bytes”.
Po wielu trasach koncertowych (w USA, Europie i Azji), w roku 2002 grupie przytrafił się poważny wypadek. Po drodze do Portugalii autobus zespołu uderzył w jadącą z naprzeciwka cysternę. Kierowca autobusu jak i cysterny zginęli na miejscu, natomiast członkowie AAF odnieśli poważne obrażenia, między innymi złamania kręgów szyjnych u Drydena Mitchella czy złamania kończyn u Terry’ego Corso.
Po roku przerwy zespół wydał swój drugi album zatytułowany truANT, którego producentami byli bracia DeLeo z formacji Stone Temple Pilots. Album ten nie odniósł już tak wielkiego sukcesu jak poprzedni. Mniej więcej rok po wydaniu albumu od zespołu odszedł gitarzysta Terry Corso z niewiadomych do dziś przyczyn. Pod koniec roku 2004 nowym gitarzystą zespołu został Joe Hill, przyjaciel pozostałych członków jeszcze z czasów szkolnych. W grudniu napisali utwór pt. „Dark In Here” na potrzeby gry The Punisher.
W styczniu 2005 zespół ogłosił, iż zaczyna nagrywać nowy album w Malibu. Gdy nadszedł czas wydania płyty, zaczęły się kłopoty – wytwórnia Geffen Records nie zgodziła się na wydanie nowej płyty zatytułowanej 3rd Draft. Zespół postanowił ruszyć w trasę koncertową bez względu na to czy wytwórnia się zgodzi, czy też nie. Po wytłoczeniu kilkuset płyt na własną rękę, sprzedawali swój własny album na koncertach.
W 2006 roku album 3rd Draft wydano pod tytułem Up in the Attic przy współpracy z wytwórnią Universal Records.
W roku 2007 zespół przeżył kryzys, nieoficjalnie już nie istniał. W roku 2008 Mike Cosgrove w jednym z wywiadów radiowych oznajmił, że zespół zaplanował trasę koncertową (między innymi w Japonii) wraz z oryginalnymi członkami (Terry, Tye), którzy parę lat temu opuścili grupę. Na chwilę obecną nie wiadomo nic na temat nowego albumu.

## Dyskografia
| Greatest Hits               | - Data: 1999 - Wydawca: Chick Music Records            | –   | –  | –  | –  | –  | —  |                                                                                    |
| ANThology                   | - Data: 6 marca 2001 - Wydawca: DreamWorks Records     | 11  | 11 | 45 | 24 | 18 | 13 | - USA: platynowa płyta - CAN: platynowa płyta - AUS: złota płyta - UK: złota płyta |
| truANT                      | - Data: 19 sierpnia 2003 - Wydawca: DreamWorks Records | 14  | 68 | 71 | 26 | –  | —  |                                                                                    |
| Up in the Attic             | - Data: 18 lipca 2006 - Wydawca: Universal Music Group | 114 | –  | –  | –  | –  | —  |                                                                                    |
| Always And Forever          | - Data: 24 lutego 2015 - Wydawca: Executive Music      | –   | –  | –  | –  | –  | —  |                                                                                    |
| „—” album nie był notowany. |                                                        |     |    |    |    |    |    |                                                                                    |